# جنگل دامسی
جنگل دامسی (به لاتین: Dumsiai Forest) یک جنگل در لیتوانی است که در Jonava District Municipality واقع شده‌است.